# Giovanni Miani
Pour les articles homonymes, voir Miani.
Giovanni Miani, né le 17 mars 1810 à Rovigo et mort le 21 novembre 1872 à Tangasi près de Niangara, est un explorateur italien.

## Biographie
Né le 17 mars 1810 à Rovigo en Vénétie, sa mère est Maddalena Miani, une servante, sœur de l'architecte Giovanni Miani de l'Arsenal de Venise et tante d'Antonio Miani, commandant de la première conquête italienne du Fezzan en 1813. Son père est inconnu. Alors qu'il est enfant, sa mère obtient une place chez le noble P.A. Bragadin, et le laisse chez des parents. Il essaie alors d'apprendre l'art de la sculpture sur bois. Il retrouve sa mère en 1824, et dès lors Bragadin lui assure une « éducation princière » en musique, lettres, langues, danse, sciences, arts martiaux et dessin. Bragadin meurt le 8 août 1828 et Miani hérite de sa maison et de 18 000 lires italiennes dans un testament que les autres héritiers contestent.
La mère de Miani meurt en 1837. Il se consacre alors à la musique, qu'il étudie dans les conservatoires de Bologne, Milan, Naples, Paris et en Espagne. En 1841, la police autrichienne l'inclus dans sa liste de personnes sous surveillance pour ses opinions politiques et ses connaissances. Entre 1841 et 1843, il écrit les paroles et la musique de Un torneo a Tolemaide, un mélodrame publié à Venise en 1843. En 1844, il publie le premier numéro de Storia universale della musica di tutte le nazioni. Il a passé les vingt années suivantes à voyager à la recherche d'instruments de musique et de traditions à utiliser dans ce projet, y épuisant sa fortune.
Giovanni Miani combat pour Giuseppe Garibaldi dans les guerres italiennes du Risorgimento de 1848–1849. Il s'installe à Rome au début de la révolution en 1848, puis à la division pontificale de la république de Venise sous le général Andrea Ferrari (1770-1849), où il devient sergent-major dans l'artillerie terrestre et participe à la défense de Marghera et du fort de San Secondo. En avril 1849, il est accusé d'avoir trop faiblement défendu le fort et d'avoir conspiré contre le général Amilcare Paulucci (1773-1845). Il est alors forcé de quitter l'Italie.
Il s'installe d'abord à Constantinople, où il reprend la composition. Il visite la Palestine puis passe un an au Caire où il travaille comme précepteur de la famille Lucovich puis comme directeur de quelques rizières expérimentales tout en étudiant l'archéologie et la philologie. Il retourne en Italie et réussit à lever 40 000 francs pour continuer à publier des éditions de la Storia universale della musica. Il visité Paris et Londres dans une tentative infructueuse de trouver un éditeur pour ce travail.
Il s'établit à Khartoum où il apprend l'arabe et s'intéresse à l'exploration de l'intérieur de l'Afrique. Il fait plusieurs voyages en Basse-Égypte,. En 1857, il visite la Haute Nubie avec deux jeunes Français et dessine une carte de la région basée sur ses propres observations et les récits des marins, des marchands, des chasseurs et des missionnaires. Il fait imprimer la carte à Paris en 1858 et en présente une copie à Napoléon III, ainsi que son projet d'exploration du bassin du Nil pour trouver la source du fleuve. Il est admis à la Société de Géographie de Paris.

### Première expédition sur le Nil (1859-1860)
Miani est soutenu par le gouvernement égyptien et la Société de géographie dans sa tentative de 1859-1860 de localiser la source du Nil. Napoléon III fournit des armes et des munitions. De retour en Égypte le 10 mai 1859, il quitte le Caire sur deux bateaux accompagnés d'un capitaine de marine chargé des recherches astronomiques, d'un photographe, d'un peintre et d'un traducteur arabe-français. L'expédition atteignit Omdurman, le port de Khartoum , le 20 juillet 1859. Là, il rencontre le marchand maltais Andrea Debono. Il fait une excursion à Sennar sur un bateau du gouvernement entre le 20 septembre 1859 et le 7 novembre 1859 avec une compagnie qui comprend sa femme et son fils, Debono et quatre soldats.
Il quitte Khartoum en direction du sud le 5 décembre 1859. Il voyage avec Debono, dont Samuel Baker a écrit, « les gens de Bono sont les pires du lot, ayant complètement détruit le pays ». L'expédition passe la station Santa Croce des missionnaires catholiques dans les marais du Sudd et atteint Gondokoro le 24 janvier 1860, qui a été abandonnée par les missionnaires autrichiens. Miani tente de passer les chutes de Makedo, puis retourne à Gondokoro en mauvaise santé pour récupérer pendant deux mois. Il est ensuite parti par voie terrestre avec une compagnie de 100 hommes, marchant à quelque distance de la rive droite du fleuve sur environ 200 kilomètres.
Lors d'un incident relaté par Miani, les soldats tente d'échanger une femme qu'ils ont capturée avec le chef d'un village madi en échange d'ivoire et demandent également un sac de céréales. Le chef refuse et leur dit de partir. Une bagarre éclate et le roi est tué, les mains coupées pour retirer ses bracelets, et son corps démembré et castré défile. De nombreux villageois fuient et d'autres sont brûlés vifs après que Miani ordonne que le village soit incendié. Les soldats récoltent des instruments de musique et des vêtements pour la collection de Miani.
Miani atteint Galuffi le 26 mars 1860 et grave son nom sur un grand tamarinier. Il parle aux habitants de la région, mais ils ne lui révèlent pas que la rivière vient du grand lac voisin et essaient de le persuader de ne pas continuer. En mauvaise santé, Miani avance vers le sud le 29 mars 1860 et atteint une latitude de 3° 32'N, la plus proche qu'un Européen est atteint à cette époque de la source du Nil. Minai est convaincu qu'il reste un mois de marche, alors qu'en fait la source n'est qu'à 97 km. La population locale est hostile, les conditions physiques sont difficiles, son escorte refuse d'aller plus loin et il doit rebrousser chemin.
Il rejoint Khartoum le 22 mai 1860. Il fait encore deux voyages pour chasser les éléphants et utiliser les bénéfices de la vente d'ivoire pour financer son exploration. En juillet et août il voyage en bateau sur le Nil et ensuite par des chameaux et des dromadaires à Suakin sur la Mer Rouge, où il rencontre l'explorateur Carlo Piaggia (en). Il retourne ensuite au Caire. Il n'a pas réussi à trouver les sources du Nil, mais a remonté le fleuve plus loin que n'importe quel Européen auparavant.

### Deuxième expédition
Miani retourne au Caire le 24 août 1860 et est allongé pendant un mois pendant qu'une plaie au pied guérit. Il publie un récit de son voyage qui est envoyé à toutes les sociétés géographiques européennes, et en expédie un extrait accompagné d'un croquis cartographique au ministre égyptien des Affaires étrangères, qui répond en garantissant une aide à l'exploration ultérieure sous forme d'instruments scientifiques, d'argent et de transport. Le 2 décembre 1860, Miani quitte le Caire sur un bateau à vapeur à destination d'Esna, accompagné d'un astronome, d'un artiste et d'une escorte de 150 soldats. Ils atteignent Assouan le 25 décembre 1860 et voyageant en partie par eau, en partie par terre autour des cataractes, atteignent Omdurman. Il retourne au Caire et, le 6 octobre 1861, s'embarque pour l'Europe.
Miani passe plusieurs années en Europe à participer à des débats géographiques. Il expose sa collection au Palazzo Pretorio de Florence et, en janvier 1862, publie un bref compte rendu de ses voyages à Turin. Il se rend ensuite à Paris et à Londres, puis à Venise en août 1862, où il reçoit une compensation pour sa collection. Le 27 octobre 1862, Miani propose à la Chambre de commerce de Venise de créer un dépôt de perles à Khartoum pour être échangées contre des produits locaux, en particulier de l'ivoire. En 1863, il est accueilli à Vienne par la Société autrichienne de géographie et présenté à François-Joseph Ier d'Autriche, qui propose de financer une nouvelle expédition. Cependant, la nouvelle que Speke et Grant ont découvert les sources du Nil perturbe ces plans.
Miani reçoit 1 000 florins de François-Joseph pour retourner au Caire, où il publie une carte en janvier 1864 qui tente de prouver (à tort) que la rivière coulant du lac Victoria n'est pas le Nil mais un affluent du Bahr el-Ghazal, et les véritables sources de la rivière se trouveraient plus à l'est, près des monts Patico. Il continue à promouvoir ses théories dans des écrits et des conférences. Ami de Georg August Schweinfurth, il explore avec lui l'isthme de Suez en 1864. En 1865, Victor Emmanuel le fait chevalier de l'Ordre des Saints-Maurice-et-Lazare et promet d'aider une nouvelle expédition.
Miani revient au Caire, où il reçoit l'approbation et un bateau à vapeur mais aucune autre aide. Il se rend à Constantinople, où il obtient de l'aide pour publier un mémoire à Roderick Murchison, président de la Royal Geographical Society de Londres. Il a 59 ans lorsque le Khédive Ismaïl Pacha le nomme directeur du Jardin zoologique de Khartoum,.

### Troisième expédition sur le Nil (1871-1872)
Miani retourne en Égypte avec un accord pour accompagner une société commerciale dans une expédition dans la région des Mangbetu à la recherche d'ivoire. Il repart pour le sud à l'âge de 61 ans, bien que sa santé soit mauvaise. L'expédition quitte Khartoum le 15 mai 1871, mais est retardée pendant trois mois à Gaba-Shambil à la latitude 7°N. Il arrive à Lao en août, où il reste jusqu'à la mi-septembre, et est avec la tribu Ajar en octobre, puis passe le mois de Ramadan à Farial sur le Rohl. De là, il se dirige vers le sud à travers le pays Mittu, traversant les zéribas de Nganna, Nyoli, Reggo, Urungana, et en pays Luba les zéribas du peuple Mundu sur l'Issu, affluent du cours supérieur de la rivière Tonj.
En janvier, il traverse la ligne de partage des eaux Congo-Nil et entre dans le bassin de la rivière Uele, que la population locale appelle le Kibali. Le 1er février 1872, il franchit l'Uele entre les confluences de la rivière Dungu à l'est et de la rivière Duru en amont du confluent de la rivière Gada avec l'Uele. Il atteint la zériba de Monfa, dont le chef est Kupa, fils de Degberra, et où la compagnie des Ghattas a un comptoir. Miani est épuisé et se repose à Monfa pendant deux mois. Lorsque de nouvelles ressources arrivent, il continue vers Amamba, gouverné par le sultan Kuffa, où il obtient de la nourriture.
Il quitte Amamba et le 29 avril 1872 traverse la rivière Gada, un affluent gauche de l'Uele. Le 1er mai 1872, il arrive à Nangazizi (en), la base du chef Mbunza, où il se repose jusqu'au 25 mai 1872. De là, l'expédition traverse le pays du peuple Zande du Sud et atteint la frontière Mangbetu-Azande le 27 mai 1872. Après être passé par Abissenga, traversé le sultanat de Mangià et traversé Angaria, le 3 juillet 1872, Miani arrive à Bakangoi (en). À ce stade, son escorte refuse d'aller plus loin. Lors de son voyage de Mbunza à Bakangoi, il a noté que les cours d'eau s'écoulaient généralement vers le nord dans la rivière Uele. Les fortes pluies ont rempli les ruisseaux et les marais et ont rendu les déplacements difficiles.
Miani séjourne à Bakangoi du 3 juillet 1872 au 16 septembre 1872. Le sultan est très heureux du cadeau d'un miroir et lui parle beaucoup des terres au sud et à l'ouest. Sur la base d'entretiens avec le sultan et ses sujets, il dessine un croquis de la région. La carte montre deux lacs où le fleuve Congo traverse l'équateur. Un lac s'appelle le Ghango et l'autre n'est pas nommé mais serait la source du Zaïre (Congo) et de l'Ogowai.
Le 16 septembre 1872, l'expédition entame le voyage de retour. Le 17 septembre, ils atteignent Gandhuo sur le Mamopoli, un affluent gauche de la rivière Poko. Ils partent le 20 septembre et atteignent fin septembre Bangoi, près de la rivière Tele, où ils restent tout le mois d'octobre. Dans la seconde quinzaine de novembre, marchant par petites étapes, ils atteignent pour la deuxième fois la résidence de Mbunsa à Tangasi (Nangazizi), au sud de Niangara. Miani y meurt le 21 novembre 1872 d'une combinaison de fatigue, de dysenterie et de nécrose du bras. Il y est enterré, mais sa tombe est détruite plus tard par la population locale.
Romolo Gessi (en) réussira plus tard à obtenir les os de Miani, qui ont été donnés à la Société géographique italienne.
Jules Verne le mentionne dans le chapitre IV de son roman Cinq semaines en ballon.

## Publications
- Diari e carteggi (1858–1872), Longanesi, Milan, 1973.
- Il viaggio di Giovanni Miani al Monbuttu: note coordinate dalla Società geografica italiana, Giuseppe Civelli, Rome, 1875.
- Nouvelle carte du Bassin du Nil: indiquant la commune origine de ce Fleuve avec les rivières du Zanguebar, Kaeppelin et Cie, Paris, 1858.
- Un torneo a Tolemaide: miscellanea poetica, Andreola, Venise, 1843.